# Großsolt
Großsolt (in danese Store Solt) è un comune di 1 766 abitanti dello Schleswig-Holstein, in Germania.
Appartiene al circondario (Kreis) di Schleswig-Flensburgo (targa SL) ed è parte della comunità amministrativa (Amt) di Hürup.